# Anatolie Labuneț
Anatolie Labuneț (n. 6 septembrie 1956) este un om politic din Republica Moldova, care din decembrie 2014 este deputat în Parlamentul Republicii Moldova de legislatura a XX-a (2014-2018), în cadrul fracțiunii Partidului Socialiștilor din Republica Moldova (PSRM), membru al comisiei parlamentare pentru securitate națională, apărare și ordine publică.
La alegerile parlamentare din 30 noiembrie 2014 din Republica Moldova a candidat la funcția de deputat de pe locul 21 în lista candidaților PSRM.